# Polycentropus boraceia
Polycentropus boraceia – gatunek chruścika z rodziny przyocznicowatych i podrodziny Polycentropodinae.
Gatunek ten opisany został po raz pierwszy w 2011 roku przez Stevena W. Hamiltona i Ralpha W. Holzenthala na łamach „ZooKeys”. Jako lokalizację typową wskazano stację biologiczną Boraceia na stokach Serra do Mar, w Riberão Coruja w brazylijskim stanie São Paulo. Epitet gatunkowy pochodzi od nazwy stacji.
Chruścik o ciemnobrązowym do czarnego ciele i odnóżach. Skrzydło przednie osiąga od 6,1 do 8,8 mm długości. Brak na skrzydle łatek z jaśniejszych szczecinek, dominują delikatne szczecinki czarne. Odwłok samca ma prawie trójkątne w widoku bocznym, a w widoku brzusznym kwadratowe z lekko przewężonymi w połowie bokami i wyciągniętym pośrodku brzegiem tylnym dziewiąte sternum. Bardzo długa, dłuższa niż wysokość odwłoka, lekko sinusoidalna, w widoku grzbietowym na niemal całej długości równośrednicowa i tylko u szczytu stopniowo zwężona przysadka pośrednia ma ściętą bocznie nasadę. Przysadka preanalna ma długi, palcowaty, zaokrąglony u szczytu wyrostek mezolateralny połączony wąsko podstawą z grzbietową częścią palcowatego, dobrzusznie skierowanego wyrostka mezowentralnego tejże przysadki. Przysadka dolna jest w widoku brzusznym szeroka u podstawy, smukła u szczytu i zaopatrzona w wydatny kolec kaudalnomezalny, z kolei w widoku bocznym krótka, nieco trójkątna, o zaostrzonym poniżej ogonowego wcięcia brzegu tylno-brzusznym, dość wysokiej, zaopatrzonej w wierzchołkowo-brzuszny szpic flance grzbietowo-bocznej oraz wąskim i zaostrzonym, pośrodkowo umieszczonym kolcu mezowentralnym. Krótka fallobaza ma wąski w widoku bocznym wyrostek wierzchołkowo-brzuszny, dość szerokie pasmo zesklerotyzowane endoteki i wąski w widoku grzbietowym skleryt fallotremy. Y-kształtny skleryt subfalliczny ma nóżkę z wąskimi wypustkami bocznymi i długie ramiona.
Owad neotropikalny, endemiczny dla Brazylii.